# Нагороди для спортсменів

## Нагороди для спортсменів у СРСР

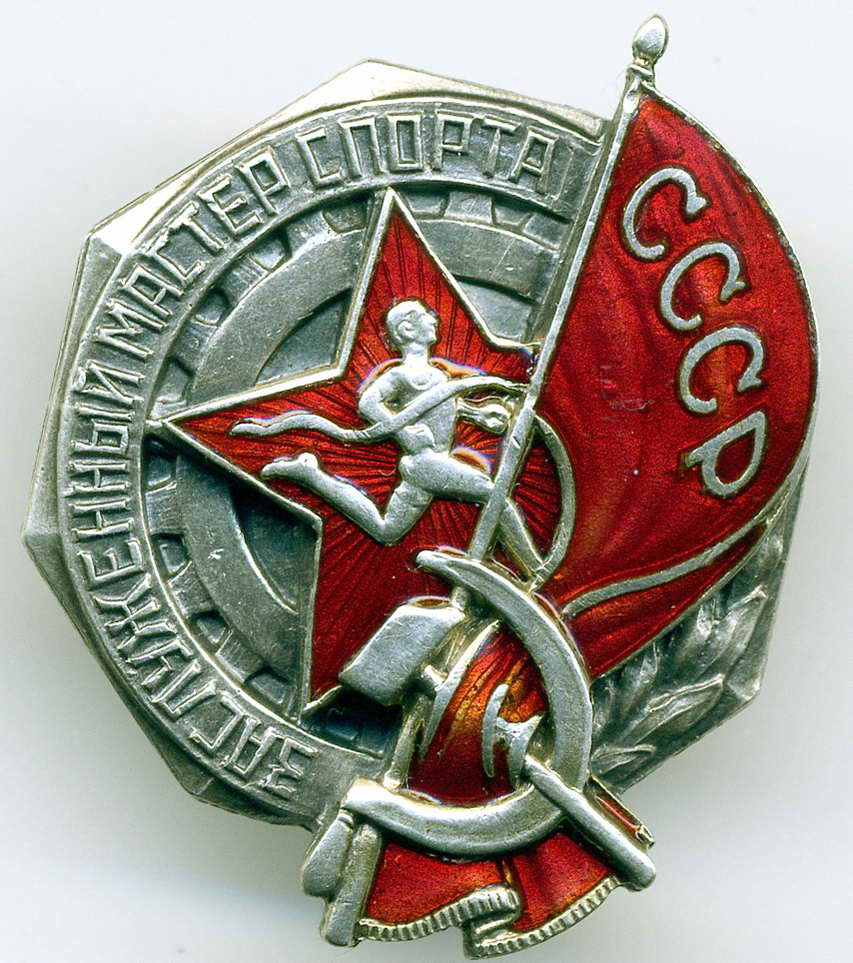
майстр спорту

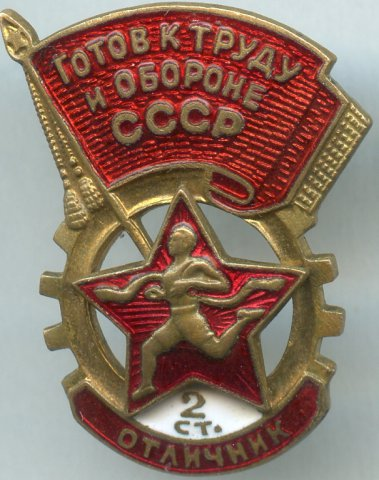
готов к труду та обороне

У Радянському Союзі на державному рівні окремих нагород для заохочення виключно спортивних досягнень не було: за видатні заслуги діячів спорту та фізичної культури могли удостоїти загальногромадянських нагород — ордена Трудового Червоного Прапора, ордена «Знак Пошани» та ін. Проте була величезна кількість спортивних відзнак відомств і різних організацій. Починаючи від нагород Комітету з фізичної культури і спорту СРСР («Заслужений майстер спорту СРСР», «Заслужений тренер СРСР», «За заслуги в розвитку фізкультури і спорту СРСР», «Відмінник фізичної культури і спорту» та ін.) і закінчуючи різноманітними значками клубів та організацій («Учасник всесоюзного параду фізкультурників», «Чемпіон району», «Юний суддя зі спорту», «Почесний член спортклубу МДУ»…).
Окремо варто згадати систему фізкультурної підготовки в загальноосвітніх, професійних і спортивних організаціях СРСР — «Готовий до праці й оборони». Програма охоплювала населення у віці від 10 до 60 років і передбачала здачу комплексу нормативів, що підтверджувалася особливими значками ГПО.
Крім того, союзні республіки мали право на своєму рівні встановлювати та присвоювати почесні звання, і в більшості республік існували такі звання для спортивних діячів. Так, в Україні 2 грудня 1981 р. було засновано почесне звання «Заслужений працівник фізичної культури Української РСР», яке в листопаді 1988-го «переформатували» в «Заслужений працівник фізичної культури і спорту Української РСР».
Після розпаду СРСР у багатьох пострадянських країнах на державному рівні були збережені почесні звання для спортсменів. Приміром, звання «Заслужений діяч фізичної культури і спорту» було встановлено в Азербайджані та Вірменії. Також в останній країні як державну нагороду заснували почесне звання «Заслужений спортивний тренер Республіки Вірменія» і заснували медаль Мовсеса Хоренаци, яка присуджується за видатні досягнення в галузі культури, мистецтва, літератури, освіти, суспільствознавчих наук та спорту. Крім того, вже дванадцять років поспіль у Вірменії проводять конкурс «Найкраща спортивна сім'я» на приз Президента Республіки. Змагання проходять у чотирьох вікових групах в 6-7 видах спорту, а переможці конкурсу отримують сертифікати та грошові призи.

## Почесні звання та премії Білорусі
У Білорусі законом встановлено три почесних звання, пов'язаних зі спортом: «Заслужений працівник фізичної культури і спорту Республіки Білорусь», «Заслужений тренер Республіки Білорусь» і «Заслужений майстер спорту Республіки Білорусь». Причому, знаки до останніх двох звань за зовнішнім виглядом значно відрізняються від решти «заслужених»: медальйони мають овальну форму, а колодка, до якої вони кріпляться, обтягнута синьою, а не червоною стрічкою.
2003 року в Білорусі також була заснована спеціальна премія Президента Республіки «Білоруський спортивний Олімп». На здобуття премії можуть висуватися громадяни країни, які зробили значний внесок у розвиток масового фізкультурного руху та спорту, здійснюють активну діяльність з популяризації фізичної культури і спорту, розвитку фізкультурно-спортивних традицій, що сприяють гармонійному розвитку особистості. Указом Президента щорічно присуджується одна спеціальна премія, яка вручається, як правило, в День працівників фізичної культури і спорту. Лауреат отримує диплом, медаль та грошову винагороду.

## Почесні звання Узбекистану
Головною спортивною нагородою в Узбекистані вважається почесне звання «Ўзбекістон Іфтіхорі», що в перекладі означає «Гордість Узбекистану». Звання засноване законом від 28 серпня 1998 року і присвоюється указами Президента Республіки громадянам, які досягли на чемпіонатах світу, Олімпійських іграх і на рівнозначних їм спортивних форумах звання чемпіона-переможця. Крім спортсменів, відзнаку також отримували тренер і спортивний суддя. Лауреату звання вручають нагрудний знак, який виготовляється зі срібла 925 проби і покривається золотом.
В Узбекистані є ще два почесних звання, що відносяться до спорту, які присвоюються указами президента країни: «Заслужений тренер Республіки Узбекистан» і «Заслужений спортсмен Республіки Узбекистан». Крім того, в Узбекистані існує спеціальна державна премія для молоді за видатні досягнення в галузі науки, мистецтва, літератури, підприємницької діяльності та спорту. Нагорода присвоюється в рамках роботи молодіжного фонду «Камолот».

## Нагороди Росії
Росія багато в чому зберегла систему нагород для спортсменів, яка існувала в Союзі. Так, у списку державних нагород РФ значиться почесне звання «Заслужений працівник фізичної культури Російської Федерації», яке присвоюють, як правило, не раніше ніж через 20 років з початку професійної діяльності та при наявності галузевих нагород (заохочень) федерального органу державної влади чи органів державної влади суб'єктів Федерації.
Також в РФ засновані почесний знак «За заслуги в розвитку фізичної культури і спорту», медаль Петра Лесгафта і медаль Миколи Озерова, нагрудний знак «Відмінник фізичної культури і спорту», Почесна грамота і Подяка, але всі вони є відомчими і відносяться до Міністерства спорту. Приміром, медаллю Петра Лесгафта нагороджують за великий особистий внесок у розвиток спортивної науки і освіти, а медаллю Миколи Озерова — за пропаганду фізичної культури і спорту. До відання Мінспорту належить і присвоєння звань «Заслужений майстер спорту Росії», «Заслужений тренер Росії», «Почесний спортивний суддя Росії».
У 2003—2008 роках у Росії за найкращі спортивні досягнення присуджувалася національна спортивна премія «Слава». Її засновниками стали відомі радянські і російські спортсмени, які також заснували однойменну громадську академію з вивчення спортивних досягнень. До складу академії, яку очолила фігуристка Ірина Родніна, увійшло понад 300 спортивних діячів, журналістів, політиків. Саме вони шляхом таємного голосування визначали лауреатів премії, здобувачів якої висували всі національні федерації з олімпійських видів спорту спільно з Держкомспортом Росії та товариством «Спортивна Росія». Нагорода присвоювалась за кількома номінаціями — «Найкращий спортсмен», «Найкраща спортсменка», «Найкраща команда», «Найкращий тренер», «За волю до перемоги», «За чесну гру», «Подолання» та ін. З 2009 року премія не вручається

## Нагороди Грузії
У Грузії ж видатних діячів культури, освіти, науки, мистецтва і спорту заохочують президентським орденом Сяйво. Також в цій країні 2003 року була заснована вища відомча спортивна нагорода — звання «Лицар спорту», встановлена Міністерством у справах спорту і молоді. Це ж відомство щорічно складає список найкращих спортсменів країни за підсумками минулого року у восьми номінаціях. Імена переможців оголошують на урочистій церемонії.